# Chambœuf (Loira)
Chambœuf és un municipi francès situat al departament del Loira i a la regió d'Alvèrnia-Roine-Alps. L'any 2007 tenia 1.539 habitants.

## Demografia

### Població
El 2007 la població de fet de Chambœuf era de 1.539 persones. Hi havia 532 famílies de les quals 68 eren unipersonals (40 homes vivint sols i 28 dones vivint soles), 144 parelles sense fills, 284 parelles amb fills i 36 famílies monoparentals amb fills.
La població ha evolucionat segons el següent gràfic:
Habitants censats

### Habitatges
El 2007 hi havia 567 habitatges, 535 eren l'habitatge principal de la família, 17 eren segones residències i 15 estaven desocupats. 530 eren cases i 37 eren apartaments. Dels 535 habitatges principals, 458 estaven ocupats pels seus propietaris, 69 estaven llogats i ocupats pels llogaters i 8 estaven cedits a títol gratuït; 2 tenien una cambra, 18 en tenien dues, 40 en tenien tres, 123 en tenien quatre i 352 en tenien cinc o més. 462 habitatges disposaven pel capbaix d'una plaça de pàrquing. A 159 habitatges hi havia un automòbil i a 354 n'hi havia dos o més.

### Piràmide de població
La piràmide de població per edats i sexe el 2009 era:
| Homes | Edats   | Dones |
| ----- | ------- | ----- |
| 0     | 95 o +  | 4     |
| 0     | 90 a 94 | 4     |
| 4     | 85 a 89 | 4     |
| 8     | 80 a 84 | 4     |
| 16    | 75 a 79 | 4     |
| 16    | 70 a 74 | 24    |
| 12    | 65 a 69 | 12    |
| 32    | 60 a 64 | 24    |
| 24    | 55 a 59 | 28    |
| 80    | 50 a 54 | 60    |
| 44    | 45 a 49 | 52    |
| 64    | 40 a 44 | 56    |
| 80    | 35 a 39 | 68    |
| 32    | 30 a 34 | 64    |
| 36    | 25 a 29 | 16    |
| 40    | 20 a 24 | 16    |
| 60    | 15 a 19 | 60    |
| 52    | 10 a 14 | 68    |
| 52    | 5 a 9   | 84    |
| 40    | 0 a 4   | 32    |

## Economia
El 2007 la població en edat de treballar era de 1.029 persones, 754 eren actives i 275 eren inactives. De les 754 persones actives 728 estaven ocupades (396 homes i 332 dones) i 26 estaven aturades (6 homes i 20 dones). De les 275 persones inactives 97 estaven jubilades, 120 estaven estudiant i 58 estaven classificades com a «altres inactius».

### Ingressos
El 2009 a Chambœuf hi havia 561 unitats fiscals que integraven 1.611,5 persones, la mediana anual d'ingressos fiscals per persona era de 21.374 €.

### Activitats econòmiques
Dels 45 establiments que hi havia el 2007, 1 era d'una empresa extractiva, 1 d'una empresa de fabricació de material elèctric, 6 d'empreses de fabricació d'altres productes industrials, 11 d'empreses de construcció, 10 d'empreses de comerç i reparació d'automòbils, 1 d'una empresa de transport, 2 d'empreses d'hostatgeria i restauració, 4 d'empreses financeres, 1 d'una empresa immobiliària, 3 d'empreses de serveis, 3 d'entitats de l'administració pública i 2 d'empreses classificades com a «altres activitats de serveis».
Dels 13 establiments de servei als particulars que hi havia el 2009, 2 eren tallers de reparació d'automòbils i de material agrícola, 1 paleta, 1 guixaire pintor, 1 fusteria, 1 lampisteria, 3 electricistes, 1 perruqueria i 3 restaurants.
L'únic establiment comercial que hi havia el 2009 era una fleca.
L'any 2000 a Chambœuf hi havia 31 explotacions agrícoles que ocupaven un total de 612 hectàrees.

## Equipaments sanitaris i escolars
El 2009 hi havia una escola elemental.

## Poblacions més properes
El següent diagrama mostra les poblacions més properes.